# IC 2193
IC 2193 је спирална галаксија у сазвјежђу Близанци која се налази на листи објеката дубоког неба у Индекс каталогу.
Деклинација објекта је + 31° 29' 0" а ректасцензија 7h 33m 23,6s. Привидна величина (магнитуда) објекта IC 2193 износи 13,7 а фотографска магнитуда 14,5. IC 2193 је још познат и под ознакама UGC 3902, MCG 5-18-18, CGCG 147-37, IRAS 07301+3135, PGC 21276.